# Критерий Уилкоксона
Т-критерий Вилкоксона — (также используются названия Т-критерий Уилкоксона, критерий Вилкоксона, критерий знаковых рангов Уилкоксона, критерий суммы рангов Уилкоксона) непараметрический статистический тест (критерий), используемый для проверки различий между двумя выборками парных или независимых измерений по уровню какого-либо количественного признака, измеренного в непрерывной или в порядковой шкале. Впервые предложен Фрэнком Уилкоксоном. Другие названия — W-критерий Вилкоксона, критерий знаковых рангов Вилкоксона, критерий Уилкоксона для связных выборок. Тест Вилкоксона для независимых выборок также называется критерием Манна-Уитни. 
Суть метода состоит в том, что сопоставляются абсолютные величины выраженности сдвигов в том или ином направлении. Для этого сначала все абсолютные величины сдвигов ранжируются, а потом суммируются ранги. Если сдвиги в ту или иную сторону происходят случайно, то и суммы их рангов окажутся примерно равны. Если же интенсивность сдвигов в одну сторону больше, то сумма рангов абсолютных значений сдвигов в противоположную сторону будет значительно ниже, чем это могло бы быть при случайных изменениях.

## Назначение критерия
Критерий предназначен для сопоставления показателей, измеренных в двух разных условиях на одной и той же выборке испытуемых. Он позволяет установить не только направленность изменений, но и их выраженность, то есть способен определить, является ли сдвиг показателей в одном направлении более интенсивным, чем в другом.

## Описание критерия
Критерий применим в тех случаях, когда признаки измерены, по крайней мере, в порядковой шкале. Целесообразно применять данный критерий, когда величина самих сдвигов варьирует в некотором диапазоне (10—15 % от их величины). Это объясняется тем, что разброс значений сдвигов должен быть таким, чтобы появлялась возможность их ранжирования. В случае если сдвиги незначительно различаются между собой и принимают какие-то конечные значения (например. +1, -1 и 0), формальных препятствий к применению критерия нет, но, ввиду большого числа одинаковых рангов, ранжирование утрачивает смысл, и те же результаты проще было бы получить с помощью критерия знаков.
Суть метода состоит в том, что сопоставляются абсолютные величины выраженности сдвигов в том или ином направлении. Для этого сначала все абсолютные величины сдвигов ранжируются, а потом суммируются ранги. Если сдвиги в ту или иную сторону происходят случайно, то и суммы их рангов окажутся примерно равны. Если же интенсивность сдвигов в одну сторону больше, то сумма рангов абсолютных значений сдвигов в противоположную сторону будет значительно ниже, чем это могло бы быть при случайных изменениях.
Минимальное значение величины: {\displaystyle W=n(n+1)/2}, где n — объём второй выборки. Максимальное значение величины {\displaystyle W=n(n+1)/2+mn}, где n — объём второй выборки, m — объём первой выборки.

## Ограничения критерия
Уверенно критерий Уилкоксона можно использовать при объёме выборки до 25 элементов. Это объясняется тем, что при большем числе наблюдений распределение значений данного критерия стремительно приближается к нормальному. Поэтому в случае с большими выборками прибегают к преобразованию критерия Уилкоксона в величину z (z-score). Примечательно, что программа SPSS конвертирует критерий Уилкосона в величину z всегда независимо от размеров выборки. 
Нулевые сдвиги исключаются из рассмотрения. (Это требование можно обойти, переформулировав вид гипотезы. Например: сдвиг в сторону увеличения значений превышает сдвиг в сторону их уменьшения и тенденцию к сохранению на прежнем уровне.)
Сдвиг в более часто встречающемся направлении принято считать «типичным», и наоборот.
Есть также урезанный вариант для сравнения одной выборки с известным значением медианы.

## Алгоритм
1. Составить список испытуемых в любом порядке, например, алфавитном.
2. Вычислить разность между индивидуальными значениями во втором и первом замерах. Определить, что будет считаться типичным сдвигом.
3. Согласно алгоритму ранжирования, проранжировать абсолютные величины разностей, начисляя меньшему значению меньший ранг, и проверить совпадение полученной суммы рангов с расчётной.
4. Отметить каким-либо способом ранги, соответствующие сдвигам в нетипичном направлении. Подсчитать их сумму Т.
5. Определить критические значения Т для данного объема выборки. Если Т-эмп. меньше или равен Т-кр. – сдвиг в «типичную» сторону достоверно преобладает.

Фактически оцениваются знаки значений, полученных вычитанием ряда значений одного измерения из другого. Если в результате количество снизившихся значений примерно равно количеству увеличившихся, то гипотеза о нулевой медиане подтверждается.

## Пример алгоритма для серии из двух опытов
Пусть имеется две серии эксперимента, в результате которых были получены две выборки объёмами n и m.
Пусть нулевая гипотеза H0: Генеральные средние обеих выборок совпадают.
Чтобы проверить гипотезу H0, необходимо:
1. Просуммировать элементы второй выборки (вычислить W)
2. Вычислить математическое ожидание случайной величины W. {\displaystyle M(W)=n(m+n+1)/2}
3. При справедливости H0 математическое ожидание случайной величины W близко к статистике W.
4. Проверка гипотезы начинается с выбора уровня значимости — а
5. Вычислить пределы значимости (Из симметрии достаточно одного предела) и границу критической области W(a)
6. Справедливость неравенства W > W(a)  свидетельствует о справедливости нулевой гипотезы. H0 принимается на уровне значимости = а